# UCN2
UCN2‏ (Urocortin 2) هوَ بروتين يُشَفر بواسطة جين UCN2 في الإنسان.